# Polish International 1980
Die Polish International 1980 fanden von 20. bis zum 22. November 1980 in Olsztyn statt. Es war die 6. Auflage dieser internationalen Meisterschaften von Polen im Badminton. Es nahmen 46 Herren und 25 Damen aus Österreich, Polen, der DDR, der Tschechoslowakei, Wales, Ungarn, den Niederlanden und der UdSSR teil.

## Finalergebnisse
| Disziplin    | Sieger                           | Finalist                             | Ergebnis         |
| ------------ | -------------------------------- | ------------------------------------ | ---------------- |
| Herreneinzel | Michal Malý                      | Viktor Shvachko                      | 15-11, 15-8      |
| Dameneinzel  | Monika Cassens                   | Bożena Wojtkowska                    | 12-11, 11-5      |
| Herrendoppel | Michal Malý Karel Lakomý         | Edgar Michalowski Thomas Mundt       | 15-8, 15-12      |
| Dameneinzel  | Monika Cassens Ilona Michalowsky | Alena Nejedlová Petra Michalowsky    | 15-12, 15-9      |
| Mixed        | Edgar Michalowski Monika Cassens | Viktor Shvachko Nadezhda Litvincheva | 15-6, 2-15, 15-9 |